# San Lázaro

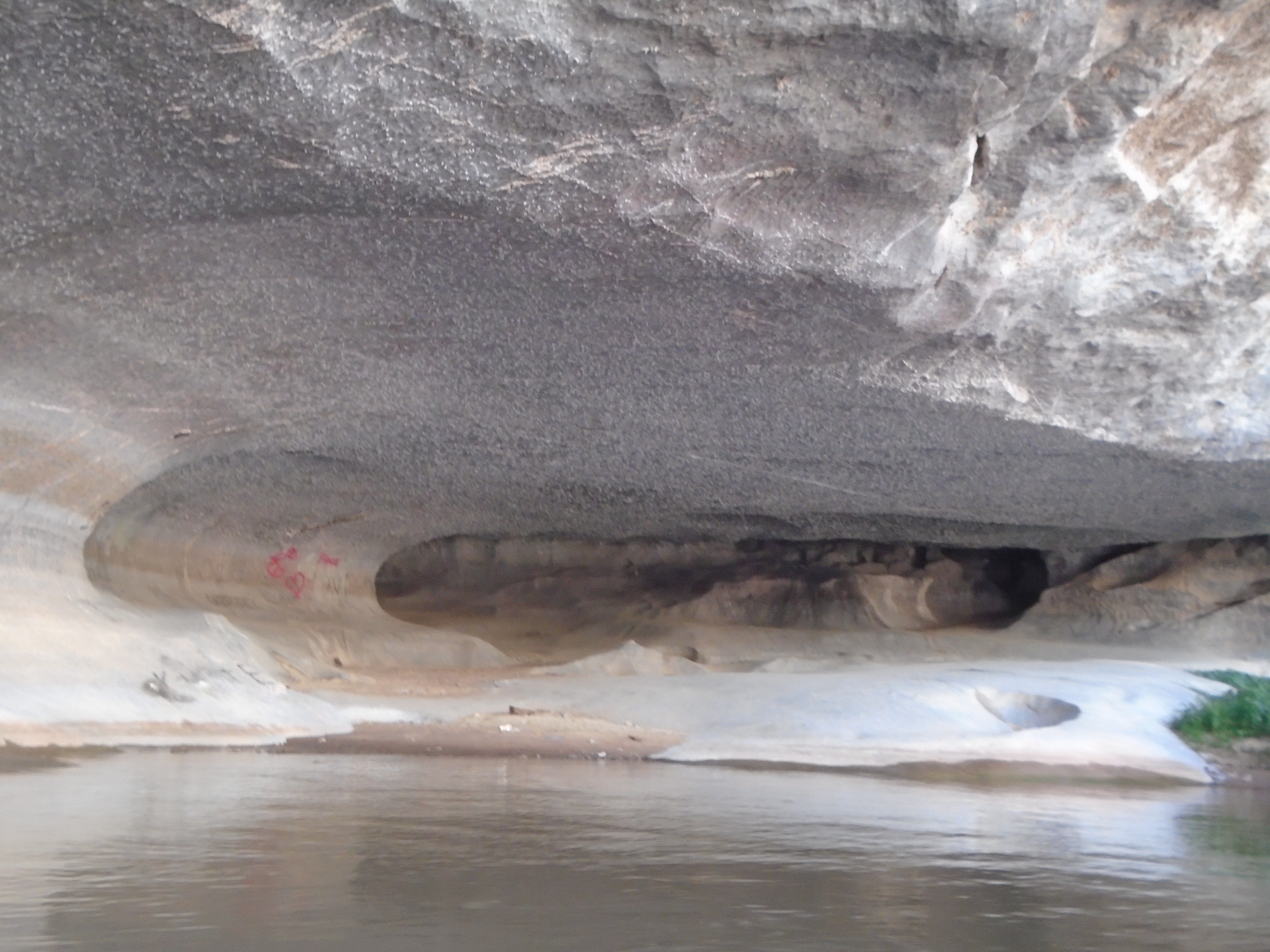
Jaskinia Camba Hopo

San Lázaro – dystrykt (distrito) w środkowo-wschodnim Paragwaju, w departamencie Concepción o powierzchni 1005 km². Stanowi jeden z 6 dystryktów departamentu. W 2002 roku zamieszkany był przez 9060 osób. Miejscowość San Lázaro jest jedynym ośrodkiem miejskim na obszarze dystryktu.

## Położenie
Graniczy z Brazylią od północy i trzema dystryktami:
- Concepción na wschodzie i południu,
- Puerto Pinasco i La Victoria na zachodzie.

## Demografia
Tabela przedstawia zmiany liczby ludności od 1950 roku.
| Rok       | 1950 | 1962 | 1972 | 1982 | 1992 | 2002 |
| Populacja | 2557 | 3228 | 5670 | 6272 | 6938 | 9060 |